# Vysoké Mýto
Vysoké Mýto (deutsch Hohenmaut, auch Hohenmauth) ist eine Stadt im Okres Ústí nad Orlicí in Tschechien.

## Geographie

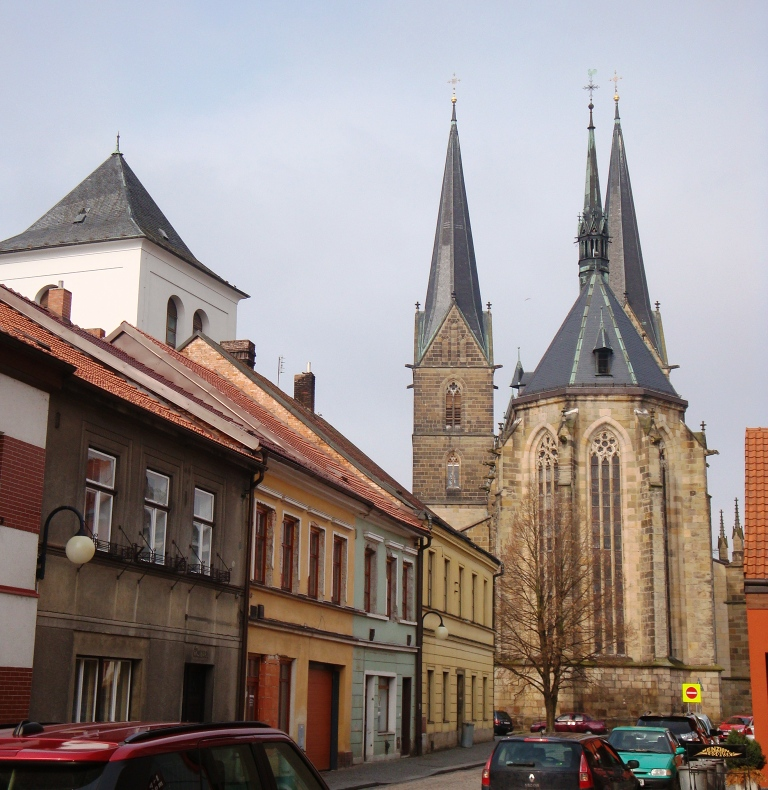
St.-Laurentius-Kirche

Vysoké Mýto liegt etwa 18 km westlich von Wildenschwert (Ústí nad Orlicí) auf einer Höhe von 289 m. Die Stadt ist im Nordwesten durch die Hügel der Vrchů begrenzt, im Südosten befinden sich die Höhen Bučkova kopce und Vinice.
Der Ort liegt an der Mündung des Mühlenbaches (Mlýnský potok) in die Lautschna (Loučná) und im Osten tangiert die Stadt der Nejzbach (Blahovský potok).

## Geschichte
Die Gegend um den Fluss Lautschna war bereits in der Steinzeit besiedelt. Seit dem 4. Jahrhundert waren hier Kelten und Germanen ansässig, denen im 9. Jahrhundert Slawen folgten.
Im 11. Jahrhundert ließ Herzog Vratislav II. die Burg Vraclav erbauen, die für zwei Jahrhunderte Verwaltungssitz wurde. 1108 sollen auf der Burg die letzten Vršovci ausgerottet worden sein. Den Handelsweg Trstenická stezka von Böhmen nach Mähren beschützte die Feste Hrutov.
Die Stadt wurde 1262 durch Přemysl Ottokar II. als Königsstadt gegründet und drei Jahre später befestigt. Sie übernahm die Aufgaben der Militärverwaltung, die bis dahin auf der Burg Vraclav erledigt wurden. Im 14. Jahrhundert blühte die Stadt wirtschaftlich auf. Nach der Zerschlagung der Hussiten schlug sich Hohenmaut auf die Seite des Kaisers Sigismund von Luxemburg und erhielt zum Dank zahlreiche Privilegien.
Im Dreißigjährigen Krieg erlebte die Stadt einen wirtschaftlichen Niedergang. Da sich hier ein militärischer Stützpunkt befand, wurde sie wiederholt angegriffen. Durch Feuersbrünste und die Pest ging die Einwohnerzahl stark zurück, nahm jedoch durch den wirtschaftlichen Aufschwung ab dem 18. Jahrhundert wieder zu.

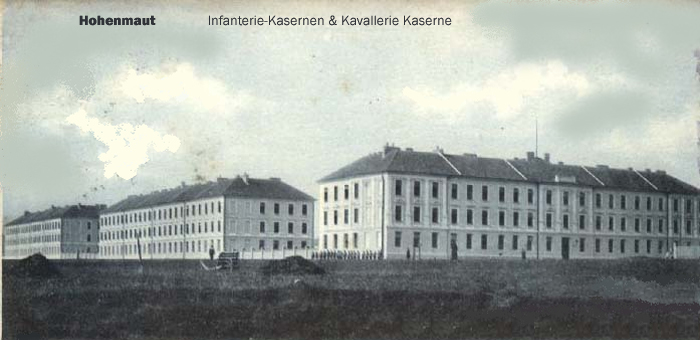
Hohenmaut-Kasernen

Ende des 19. Jahrhunderts war Hohenmauth Sitz einer Bezirkshauptmannschaft und eines Bezirksgerichts. Die Stadt war Garnison des k.u.k. Infanterieregiments Nr. 98 (auch Böhmisches Infanterie Regiment "von Rummer" Nr. 98 seit 1883), der 51. Landwehrinfanteriebrigade (mit dem k.k. Landwehr Infanterie Regiment Nr. 30 seit 1899) und des k.k. Landwehr-Ulanenregiments Nr. 2 (seit 1883).
Nach dem Ersten Weltkrieg gehörte die Stadt zur neu gegründeten Tschechoslowakei. Die aus dem 19. Jahrhundert stammende Garnison gehörte nun der Tschechoslowakischen Armee.
Mit der Zerschlagung der Tschechoslowakei durch die deutschen Nationalsozialisten war der Ort ab dem März 1939 im Protektorat Böhmen und Mähren. 1941 wurde hier das Landesschützen-Bataillon 983 in der Garnison aufgestellt. 1945 erfolgte die Befreiung von den Nazis durch die Rote Armee. Nach Kriegsende wurde die ansässige deutsche Bevölkerung vertrieben und des Landes ausgewiesen.
Die Garnison war nun wieder für einige Jahre unter tschechoslowakischer Flagge. Mit der gewaltsamen Niederschlagung des Prager Frühlings im Sommer 1968 durch die Sowjetunion (UdSSR) und andere Staaten des Warschauer Pakts, zog nun die Rote Armee der UdSSR in die Garnison als neue Besatzungsmacht. Die Rote Armee und ihre Soldaten prägte von da an bis 1990 das Stadtbild.
1974 eröffnete das Autodrom Vysoké Mýto, eine Motorsportrennbahn, am Rande der Stadt.
Mit der Samtenen Revolution in der Tschechoslowakei und der politischen Umwälzung in den anderen sozialistischen Satellitenstaaten der UdSSR, folgte eine soziale und kulturelle Liberalisierung in Politik und Gesellschaft. Im Januar 1990 demonstrierten bereits rund 3000 Menschen öffentlich gegen die immer noch besetzende Rote Armee mit den unbeliebten „Russen“ in der Garnison. Bis zum 16. Juni 1990 wurden die Streitkräfte der Roten Armee schrittweise in die UdSSR zurückgerufen. Die Garnison wurde daraufhin nicht wieder durch die Tschechoslowakische Armee bezogen, waren die Gebäude nach rund 30-jähriger Nutzung der Rotarmisten stark verwohnt.
Nach Abzug der sowjetischen Besetzer und Ende des Sozialismus lebte die Stadt auf und wurde nun saniert. Das ehemalige Gelände der Garnison wurde der Bevölkerung geöffnet und diversen neuen Zwecken zugeführt. Es entstand Wohnraum und es wurde neues Gewerbe, auch am Stadtrand, angesiedelt.
Sorgen bereite die Zukunft des traditionellen Karosa-Buswerks als Hauptarbeitgeber. 1994 folgte die Schrittweise Privatisierung mit Verkauf von Aktien durch den tschechischen Staat an Renault. 1999 ging der Markenname Karosa komplett verloren, die Busproduktion blieb erhalten und erhielt Bestätigung durch Erweiterungen des Werks. 2007 erfolgte die vollständige Integration des Werks als Iveco Czech Republic als Teil von Iveco.

## Wirtschaft und Verkehr
Im 19. Jahrhundert war Hohenmauth ein Zentrum der Tuchweberei und später des Kutschen und Fahrzeugbaues insbesondere Feuerwehrfahrzeuge (Firma Stratilek).
Heute befindet sich hier der Bushersteller Iveco Czech Republic (ehemals Karosa, davor Karosseriewerk Sodomka). Durch die Stadt führt die Eisenbahnstrecke von Chotzen nach Leitomischl und die Fernverkehrsstraße Silnice I/35 (Europastraße 442). Die Autobahn D 35 soll bis 2026 als Umgehung der Stadt für den Verkehr freigegeben werden und dabei die Stadt vom starken Transitverkehr entlasten. Es existiert eine Mikrobrauerei mit Ausschankgaststätte in der Nähe des Busbahnhofes.

## Sehenswürdigkeiten

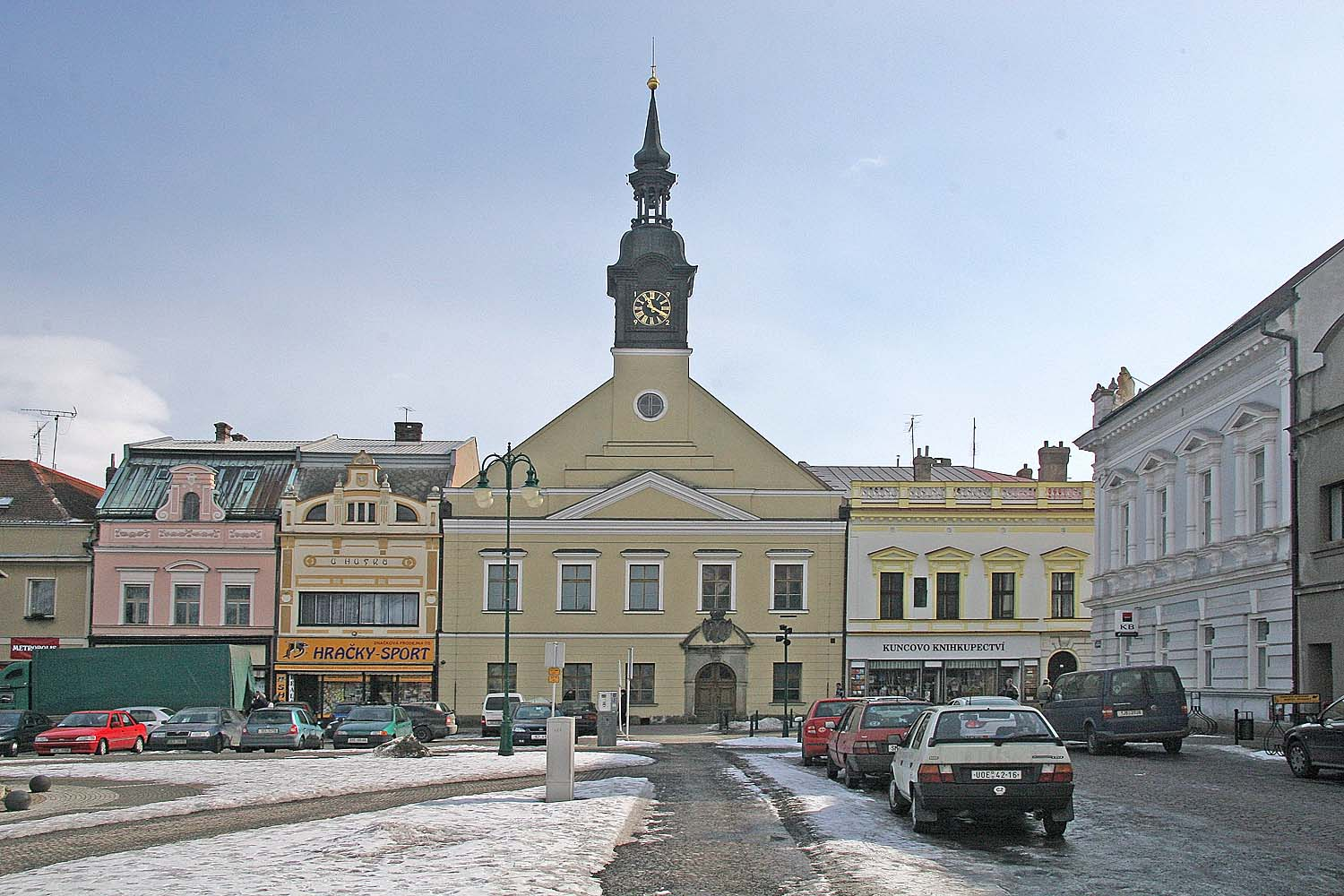
Marktplatz

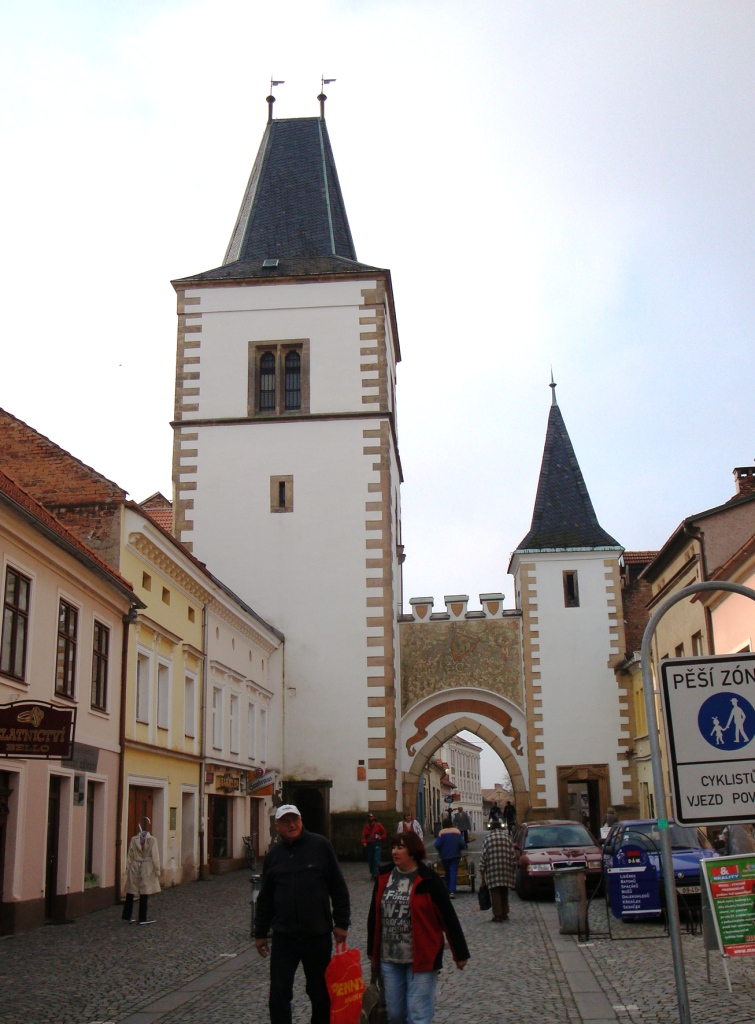
Leitomischler Tor

- Kirche des Hl. Laurentius von 1349 (Kostel sv. Vavřince)
- Kirche der Hl. Dreifaltigkeit von 1543 (Kostel Nejsvětější Trojice)
- Pestsäule (1714) auf dem Zentralplatz
- Altes Rathaus
- Glockenturm (16. Jahrhundert)
- Bezirksmuseum (1871) und Museum des tschechischen Karosseriebaues insbesondere über die Firma Sodomka
- Stadtbefestigungen
  - Erhaltene Teile der Stadtmauer (1265) mit Klosterbastei und Wasserbastei
  - Chotzener Tor (13. Jh.)
  - Prager Tor (13. Jh.) (Pražská brána)
  - Leitomischler Tor (Litomyšlská brána)

## Stadtgliederung
Zur Stadt Vysoké Mýto gehören die Ortsteile:
- Brteč (Bertsch)
- Choceňské Předměstí (Chotzener Vorstadt)
- Domoradice (Domoraditz)
- Knířov (Knirau)
- Lhůta (Lhuta)
- Litomyšlské Předměstí (Leitomischler Vorstadt)
- Pražské Předměstí (Prager Vorstadt)
- Svařeň (Swarschen)
- Vanice (Wanitz)
- Vysoké Mýto – Město (Altstadt)

## Söhne und Töchter der Stadt

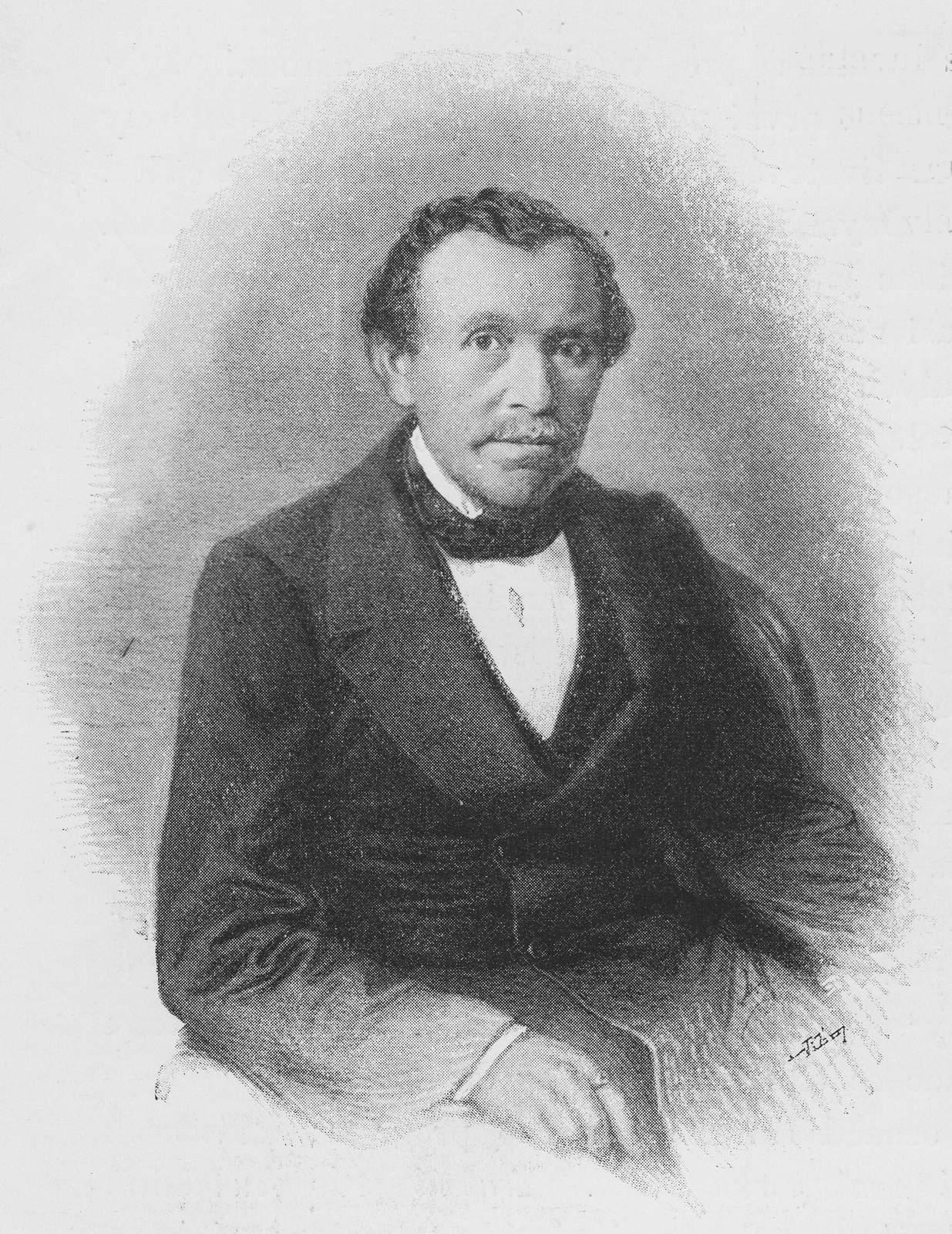
Alois Vojtěch Šembera

- Johannes von Hohenmauth († um 1402), bedeutender Theologe;  Rektor der Prager Karlsuniversität
- Friedrich Briedel (1619–1680), Jesuit und religiöser Schriftsteller
- Dismas Hataš (1724–1777), böhmischer Komponist
- Jan Václav Hataš (1727– nach 1752), Komponist
- Jindřich Kristof Hataš (1739– nach 1808), Komponist
- Josef Lipavský (1772–1810), böhmischer Komponist
- Alois Vojtěch Šembera (1807–1882), böhmischer Historiker und Übersetzer
- Josef Jireček (1825–1888), böhmischer Literaturhistoriker, Sprachforscher und Politiker
- Karel Škorpil (1859–1944), tschechisch-bulgarischer Archäologe
- František Ventura (1894–1969), Springreiter
- Siegbert Schneider (1913–unbekannt), sudetendeutscher Kommunalpolitiker (NSDAP)
- Pravoslav Sovak (1926–2022), tschechischer Maler und Grafiker
- Zdeněk Mlynář (1930–1997), tschechischer Politiker
- Jana Baricová (* 1953), slowakische Richterin
- Tomáš Jirsák (* 1984), tschechischer Fußballspieler

## Partnerstädte
- Korbach, Deutschland
- Warna, Bulgarien
- Pyrzyce, Polen
- Annonay, Frankreich